# 1+1 (televisiezender)
1+1 (Oekraïens: один плюс один,  Nederlands één plus één), is een nationale Oekraïense tv-zender die eigendom is van 1+1 Media Group. Het heeft het op een na grootste geografische bereik van alle kanalen in Oekraïne en bestrijkt 95% van het Oekraïense grondgebied. 
Vóór de grootschalige Russische oorlog was 1+1 de onbetwiste leider van de binnenlandse televisieproductie en een van de meest favoriete tv-kanalen van Oekraïense kijkers. Op 26 februari 2022 sloot de 1+1 tv-zender zich aan bij de telethon "United News." Op 15 december 2022 begon de tv-zender 1+1 Oekraïne met uitzenden, die de favoriete entertainmentinhoud van de tv-zender 1+1 uitzendt, en nieuws is nu beschikbaar op de tv-zender 1+1 Marathon.

## Geschiedenis
De tv-zender 1+1 werd opgericht in augustus 1995 en stond onder leiding van de oorspronkelijke president Alexander Rodnjanskj, die van 1996 tot 2002 algemeen directeur was. In 2002 trad Rodjanskj in dienst bij STS Media en sinds 2004 is hij president van dat in Delaware geregistreerde Russische bedrijf.
1+1 werd onmiddellijk een belangrijke kracht in de Oekraïense tv-industrie, ook al bestond de programmering van de zender in het allereerste begin uitsluitend uit filmuitzendingen. De eerste uitzending vond plaats binnen twee maanden na de oprichting, in september 1995, en sindsdien 1997 wordt continu uitgezonden op het Oekraïense nationale tv-netwerk UT-2 (Oekraïens: Другий загальнонаціональний канал (УТ-2), letterlijk: "Druhyj zagalnonatsionalnyj kanal"), met een passende licentie van de Oekraïense Nationale Televisie- en Radioraad.
Vanaf het begin was de zender zeer succesvol, ondanks de aanvankelijk beperkte programmering. Tot 2004 zond 1+1 slechts 15 uur uit. Het programmaschema was van 7 tot 10 uur, gevolgd door een pauze van vier uur met het kanaal UT-2 van 10 uur tot 1+1 backs, en vervolgens van 14 tot 2 uur. Vanaf 30 juni 2004 kreeg de zender officiële toestemming om 24 uur per dag uit te zenden. Sindsdien is 1+1 in staat een compleet 24-uurs uitzendschema op te stellen. 1+1 is onlangs beschikbaar gekomen op DIRECTV Stream en zendt de hele dag nieuws uit Oekraïne uit.